# Lőpor turmix
A Lőpor turmix (eredeti cím: Gunpowder Milkshake) 2021-ben bemutatott német-amerikai-francia akció-thriller film, amelyet Navot Papushado rendezett. A forgatókönyvet Papushado és Ehud Lavski írta. A főszerepben Karen Gillan, Carla Gugino, Michelle Yeoh és Angela Bassett látható.
A film gyártását a 2018-as Amerikai Filmpiacon jelentették be. A szereposztási bejelentések 2019 folyamán történtek, kezdve Gillannal januárban, a forgatás pedig 2019 júniusa és augusztusa között zajlott Berlinben.
A Lőpor turmix 2021. július 14-én jelent meg az Amerikai Egyesült Államokban a Netflix forgalmazásában, Magyarországon augusztus 19-én mutatta be a Prorom Entertainment Kft. A StudioCanal július 21-én mutatta be a franciaországi mozikban, Németországban pedig 2021. december 2-án. A projekt vegyes kritikákat kapott az értékelőktől.

## Cselekmény
A tizenkét éves Sam egy étkezdében ebédel; visszaemlékezésben kiderül, hogy bérgyilkos anyja, Scarlet egy rosszul sikerült megbízás után elhagyta a várost. Fegyveres férfiak érkeznek, hogy megöljék Scarletet, de a lány mindegyikkel végez és elmenekül.
Tizenöt évvel később Sam bérgyilkosként dolgozik a HR-es Nathannek, ugyanannál a cégnél, amelynél Scarlet is dolgozott. Nathan új munkát ad Samnek: meg kell ölnie egy férfit, aki pénzt lopott a cégtől, és vissza kell hoznia azt. Sam elmegy egy könyvtárnak álcázott fegyverraktárba, hogy újakra cserélje elavult fegyvereit. Ott találkozik Anna May-jel, Madeline-nel és Florence-szel - Scarlet három korábbi bűntársával. Fontolóra veszik, hogy megölik őt, amiért bejelentés nélkül megjelent, de meggondolják magukat, amikor megtudják a nő kilétét. Tiszta fegyvereket adnak neki a munkához.
Sam behatol az egyik hotelszobába, hogy visszaszerezze az ellopott pénzt, majd hasba lövi a felelős férfit, amikor az a csörgő telefonjáért nyúl. A hívást lehallgatva kiderül, hogy a férfi azért lopta a pénzt, hogy megmentse elrabolt kislányát, és egy közeli bowlingpályára kell vinnie, hogy elcserélje érte. Sam elviszi a férfit egy céggel kapcsolatban álló magánorvoshoz kezelésre, és beleegyezik, hogy ő maga intézi a cserét.
Nathan tudomást szerez a tervéről, és három bérgyilkost küld, hogy megállítsák és visszaszerezzék a pénzt; Sam elintézi őket, mielőtt folytatná tervét. Az álarcosok átadják neki a lányt, Emilyt, mielőtt a pénzzel együtt visszavonulnának; Sam üldözőbe veszi őket, de a férfiak felveszik a harcot vele, aminek következtében súlyosan megsebesülnek, az ellopott pénz pedig megsemmisül.
Eközben Nathan megtudja, hogy az egyik bérgyilkos, akit Sam egy korábbi megbízása során megölt, Jim McAlister, egy hatalmas bűnszervezet vezetőjének fia volt. Hogy elkerülje a konfliktust, Nathan elárulja Sam információit és tartózkodási helyét, hogy megöljék. Sam visszatér az orvoshoz, hogy újra összehozza Emilyt az apjával, de megtudják, hogy a férfi belehalt sérüléseibe. Nathan három embere szintén az orvosnál van, hogy kezelést kérjenek a korábbi harcuk miatt, és parancsot kapnak a lány megölésére. Az orvos befecskendez Samnek egy szérumot, ami tehetetlenné teszi a karjait. Sam megkéri Emilyt, hogy ragasszon a kezéhez egy kést és egy fegyvert, amikkel megöli a három férfit. Újabb bérgyilkosok érkeznek az épületbe, de Sam és Emily elmenekül Sam kocsijával; Emily kormányoz, míg Sam a pedálokat kezeli.
Sam kap egy SMS-t Nathantől, amelyben megadja neki egy menedékház címét, ahol a meneküléshez szükséges felszereléseket találhatja meg. Ő és Emily elmennek oda, és összefutnak Scarlettel, aki elárulja lányának, hogy mindvégig távolról figyelte őt. Amikor a fegyveresek megérkeznek, hogy megöljék Samet, Scarlet egy rejtett menekülési útvonalon keresztül vezeti őket. Sikerül megszökniük, és visszatérnek a könyvtárba, ahol a könyvtárosok dühösen kérdezik, hogy Scarlet miért nem próbált kapcsolatba lépni velük, amikor eltűnt. Az érkező fegyveresek félbeszakítják őket. Sam megpróbálja feltartóztatni őket, de miután legyőzik, Scarlet közbelép, hogy megmentse. A könyvtárosok fontolgatják, hogy elmenekülnek Emilyvel, de úgy döntenek, hogy csatlakoznak a harchoz.
Az összes fegyverest megölik, kivéve Virgilt, Jim McAlister unokaöccsét, aki megöli Madeline-t és elrabolja Emilyt. Virgil felhívja Samet, aki felajánlja, hogy feladja magát az étkezdében Emily szabadságáért cserébe. Sam megérkezik Jim McAlisterhez, aki elmagyarázza, hogy néhai fiának négy idősebb nővére volt, akikhez Jim nem tudott viszonyulni, mivel nem ért a nőkhöz. Jim meg akarja kínozni Samet, Emily pedig végignézi, de Scarlet, Anna May és Florence fegyverrel érkezik, hogy kiszabadítsa őket. Sam elviszi Emilyt és elhagyja az éttermet, mielőtt a három nő megöli Jimet és az összes emberét.
Egy idő után Sam bocsánatot kér Emilytől, amiért megölte az apját, és Emily megbocsát neki. Emily cserkészlánynak álcázva megy Nathan házához. Sam az életével fenyegeti, ha nem tér vissza a céghez, és nem fújja le a lány elleni merényletet. Sam, Emily, Scarlet, Anna May és Florence ezután együtt mennek le a tengerpartra.

## Szereplők
| Szerep        | Színész        | Magyar hang       |
| ------------- | -------------- | ----------------- |
| Sam           | Karen Gillan   | Nemes Takách Kata |
| Scarlet       | Lena Headey    | Bertalan Ágnes    |
| Emily         | Chloe Coleman  |                   |
| Jim McAlester | Ralph Ineson   | Schneider Zoltán  |
| Virgil        | Adam Nagaitis  |                   |
| Dr. Ricky     | Michael Smiley | Kautzky Armand    |
| Madeleine     | Carla Gugino   | Györgyi Anna      |
| Florence      | Michelle Yeoh  | Fehér Anna        |
| Anna May      | Angela Bassett | Pikali Gerda      |
| Nathan        | Paul Giamatti  | Kerekes József    |
| Yankee        | Ivan Kaye      | Törköly Levente   |
| orosz bűnöző  | Ed Birch       | Hamvas Dániel     |

## Gyártás
A projektet az éves amerikai filmpiacon jelentették be 2018 áprilisában, a StudioCanal és a The Picture Company szerezte meg a film jogait. 2019 januárjában Karen Gillan szerepet kapott a filmben. Februárban Lena Headey, áprilisban Angela Bassett, májusban pedig Paul Giamatti, Michelle Yeoh, Carla Gugino és Ivan Kaye csatlakozott a szereplőgárdához. 2019 júniusában Adam Nagaitis és Ralph Ineson csatlakozott a filmhez. A forgatás 2019. június 3-án kezdődött és 2019. augusztus 20-án fejeződött be Berlinben.
2019. december 16-án jelentették be, hogy Frank Ilfmant szerződtették a film zenéjének megalkotására. A filmzenei album 2021. július 14-én jelent meg a Milan Records kiadásában.

### Bevétel
2021. augusztus 1-jéig a film világszerte 698 593 dolláros bevételt ért el.
Franciaországban a Lőpor turmix a Kaamelott: The First Chapter, a Space Jam: Új kezdet, az Idő és a Spirál: Fűrész hagyatéka mellett jelent meg. A film az első héten 103 moziból mindössze 63 795 dollárt hozott, ezzel a 22. helyen végzett a jegypénztáraknál A nomádok földje mögött (70 923 dollár a hetedik héten).

## Fordítás
- Ez a szócikk részben vagy egészben  a   Gunpowder Milkshake című angol Wikipédia-szócikk fordításán alapul.  Az eredeti cikk szerkesztőit annak laptörténete sorolja fel. Ez a jelzés csupán a megfogalmazás eredetét és a szerzői jogokat jelzi, nem szolgál a cikkben szereplő információk forrásmegjelöléseként.